# Ludlow (Californie)
Pour les articles homonymes, voir Ludlow (homonymie).
Ludlow est un village fantôme situé aux États-Unis, dans le désert de Mojave au bord de l'Interstate 40 (autoroute qui traverse les États-Unis d'est en ouest) et de la route 66 (route qui reliait Chicago à Los Angeles). Ce village appartient au comté de San Bernardino dans l'État de Californie.

## Histoire
La ville n'est en 1883 qu'un point de ravitaillement en eau pour l'Atlantic and Pacific Railway. De l'or avait été aussi trouvé dans les collines voisines, apportant une population supplémentaire. De 1906 à 1940, elle est le point de départ le plus au sud du Tonopah and Tidewater Railroad, dépendant de la Pacific Coast Borax Company qui transportait le borax de la vallée de la Mort jusqu'aux lignes de chemin de fer de l'Atchison, Topeka and Santa Fe Railway. 
À partir des années 1940, les activités minières et ferroviaires ayant cessé, la ville ne subsistait que par le tourisme lié à la U.S. Route 66. Mais à la suite de la construction de l'Interstate 40, dans les années 1960, qui évite la ville, la majeure partie de la population est partie. C'est actuellement quasiment une ville fantôme. 